# Antonio Sersale
Antonino Sersale,Patricien Napolitain et Patricien de Sorrento, né le 25 juin 1702 à Sorrente, dans l'actuelle province de Naples, en Campanie, alors dans le royaume de Naples et mort le 24 juin 1775 à Naples, est un cardinal italien du XVIIIe siècle.

## Biographie
Parents: don Cesare Sersale,des Duques de Sorrento e Princes de Capua,Patricien Napolitain et Patricien de Sorrento et donna Maria Antinori de l'ancienne Famillie de Florence
Antonino Sersale est nommé archevêque de Brindisi en 1743. Il est ensuite transféré dans le diocèse de Tarente, puis finalement dans celui de Naples en 1754.
Le pape Benoît XIV le crée cardinal lors du consistoire du 22 avril 1754. Il participe au conclave de 1758, lors duquel Clément XIII est élu pape, puis à ceux de 1769 (élection de Clément XIV) et de 1774-1775 (élection de Pie VI).

### Sources
- Fiche du cardinal Antonino Sersale sur le site fiu.edu